# Josef Grafenauer
Josef Grafenauer (Josip) (* 17. Juni 1824 in Egg; † 13. November 1889 ebenda) war ein identitätsbewusster kärntnerslowenischer, österreichischer Orgelbauer.

## Leben

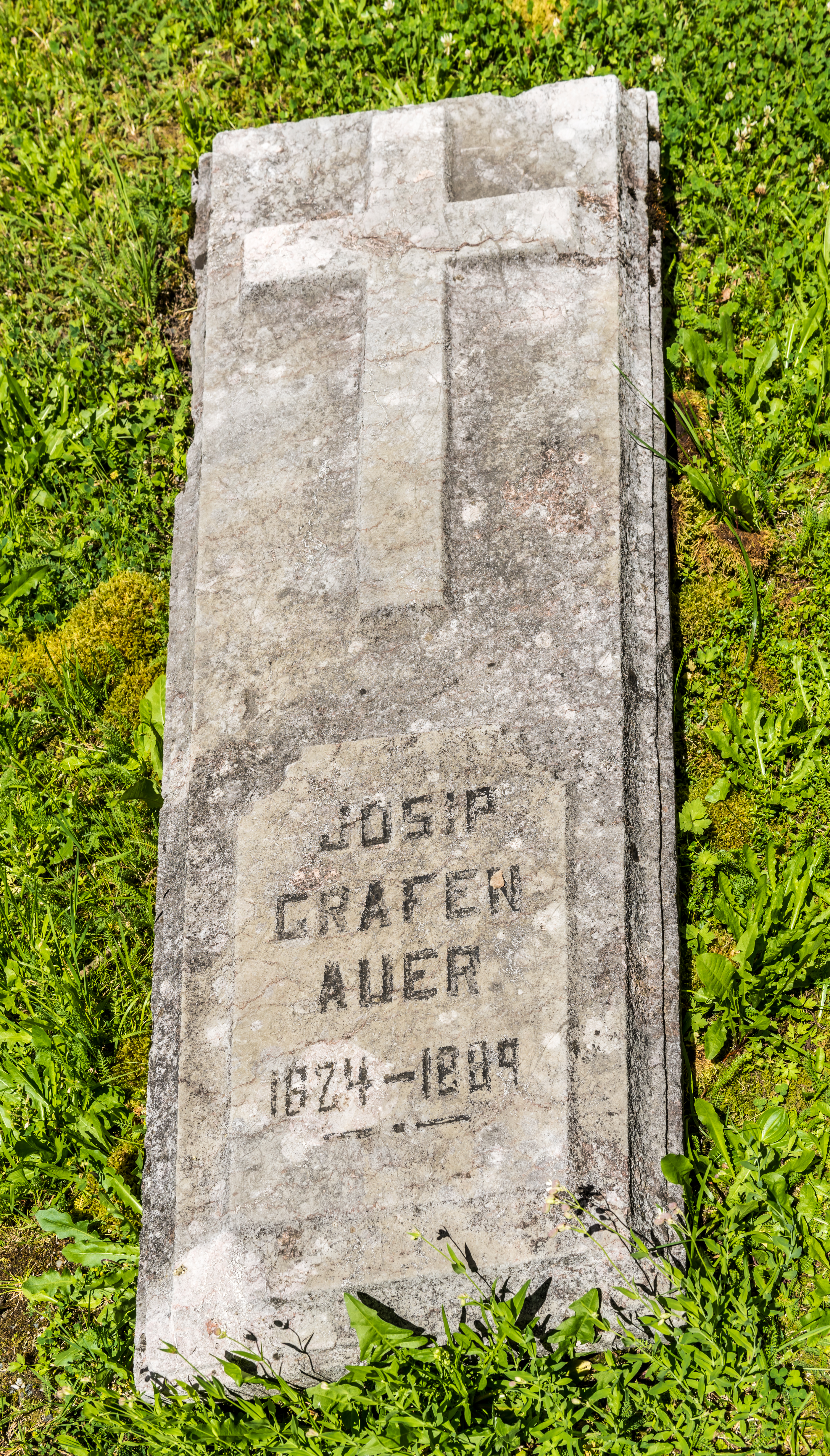
Grabstätte von Josip (Josef) Grafenauer in Egg/Brdo

Josef Grafenauer erlernte zuerst das Tischlerhandwerk und begann als Gehilfe beim Autodidakten Jakob Ladstätter. Er fertigte in Kärnten rund 63 Orgeln an.
Sein Sohn war der prominente kärntnerslowenische Landtags- und Reichstagsabgeordnete Franz Grafenauer. Als dieser in die örtliche Volksschule eintrat, wies sein Vater den Lehrer Janez Šumi (Johann Schumi) an, seinen Sohn speziell auch im Slowenischen zu unterrichten.

## Werkliste
| Jahr | Ort                         | Gebäude                               | Bild | Manuale | Register | Bemerkungen                                                                                    |
| ---- | --------------------------- | ------------------------------------- | ---- | ------- | -------- | ---------------------------------------------------------------------------------------------- |
| 1847 | Hermagor-Pressegger See     | Pfarrkirche Förolach                  |      | I/P     | 5        | [ 3 ]                                                                                          |
| 1849 | Kirchbach (Kärnten)         | Pfarrkirche St. Martin                |      | I/P     | 8        | [ 4 ]                                                                                          |
| 1852 | Krumpendorf                 | Filialkirche Tultschnig               |      | I/P     | 8        | [ 5 ]                                                                                          |
| 1855 | Reisach                     | Pfarrkirche Reisach                   |      | I/P     | 11       |                                                                                                |
| 1856 | Gitschtal                   | Pfarrkirche St. Lorenzen im Gitschtal |      | I/P     |          |                                                                                                |
| 1860 | Hermagor-Pressegger See     | Pfarrkirche Hermagor                  |      | II/P    | 14       |                                                                                                |
| 1860 | Lind ob Velden              | Pfarrkirche Lind ob Velden            |      | I/P     | 8        |                                                                                                |
| 1861 | Sankt Stefan im Gailtal     | Pfarrkirche St. Paul an der Gail      |      | I/P     | 6        | [ 6 ]                                                                                          |
| 1868 | Egg                         | Pfarrkirche St. Michael               |      | II/P    | 14       | [ 7 ]                                                                                          |
| 1868 | Villach                     | Heiligenkreuzkirche Villach           |      | II/P    | 17       | [ 8 ]                                                                                          |
| 1869 | Sankt Lorenzen im Gitschtal | Pfarrkirche St. Lorenzen im Gitschtal |      | I/P     | 9        | [ 9 ]                                                                                          |
| 1870 | Waidegg                     | Pfarrkirche Waidegg                   |      | I/P     | 6        | [ 10 ]                                                                                         |
| 1870 | Mellweg                     | Pfarrkirche Mellweg                   |      | I/P     | 6        | [ 11 ]                                                                                         |
| 1872 | Bleiberg-Kreuth             | Pfarrkirche St. Heinrich              |      | I/P     | 9        | [ 12 ]                                                                                         |
| 1876 | Saak                        | Pfarrkirche Saak                      |      | I/P     | 9        | Orgelgehäuse bis 1960 aus Arnoldstein, Grafenauer-Orgel nachträgl. in dieses Gehäuse eingebaut |